# Corporal Punishment
Corporal Punishment war eine finnische Metal-Band aus Helsinki, die 1991 gegründet wurde und sich ca. 1997 auflöste.

## Geschichte
Die Band wurde im Jahr 1991 gegründet und bestand aus dem Bassisten und Sänger Ali Suviala, dem Schlagzeuger Juha „Ykä“ Hintikka und dem Gitarristen Lare Nieminen. Nach zwei Demoaufnahmen und einer selbstfinanzierten Single sowie lokalen Auftritten erreichte die Band einen Plattenvertrag bei Spinefarm Records, worüber 1992 das Debütalbum Profaned Relics erschien. Danach stieß Markku „Nirri“ Niiranen als zweiter Gitarrist hinzu. 1994 schloss sich das von Timo Tolkki produzierte zweite Album Into the Nerve of Pain an. Nach Auftritten zusammen mit Waltari, Paradise Lost und Amorphis unterzeichnete die Band einen Vertrag bei Black Mark Production, worüber 1997 das Album Stonefield of a Lifetime veröffentlicht wurde. Danach löste sich die Band auf.

## Stil
Laut Frank Stöver vom Rock Hard klingt Stonefield of a Lifetime modern, aber nicht „trendy“, wobei man Einflüsse von neueren Parardise Lost (vor allem im Gesang und den Melodien) verarbeite. Auch sei ein ausdrucksstarker, tiefer und mächtiger Gesang im Stil von David Vincent sowie ein Groove, wie es ihn auf False von Gorefest gebe, hörbar. Zudem wohne der Musik eine Kraft inne, die an Carnivore-Alben erinnere, was man auch an der klaren, tiefen Singstimme im Stil von Peter Steele erkenne. Auf seaoftranquility.org wurde das Album ebenfalls rezensiert und die Musik als langsame und drückende Form des Heavy Metal beschrieben. Auffällig sei vor allem der Gesang, der als robust und tief beschrieben wird, wobei man ihm einen starken Akzent anhören könne. Thematisch behandele man die Auseinandersetzung mit persönlichen Dämonen, Frustration mit Religion und den Wunsch, man selbst sein zu können, ohne Leuten etwas vorspielen zu müssen. Martin Popoff ordnete das Album in seinem Buch The Collector's Guide of Heavy Metal Volume 3: The Nineties dem Doom Metal zu und bezeichnete ihn drückend und übertönend mit heruntergestimmten Instrumenten. Corporal Punishment finde auf dem Album den Mittelweg zwischen Entombed und Edge of Sanity, wobei die Songs, deren Riffs meist zäh klängen und deren Groove eher im mittleren Bereich lägen, einen klagenden, tiefen Gesang enthalten würden.

## Diskografie
- 1991: Walls – The Doom (Single, C.P.)
- 1992: Profaned Relics (Album, Spinefarm Records)
- 1994: Into the Nerve of Pain (Album, Spinefarm Records)
- 1997: Stonefield of a Lifetime (Album, Black Mark Production)